# Tephrina crypsispila
Tephrina crypsispila är en fjärilsart som beskrevs av Fletcher 1958. Tephrina crypsispila ingår i släktet Tephrina och familjen mätare. Inga underarter finns listade i Catalogue of Life.